# Woodlawn (Contea di Baltimora, Maryland)
Woodlawn è un census-designated place (CDP) degli Stati Uniti d'America, situato nello stato del Maryland, nella contea di Baltimora.